# Vollzugsordnung für den Funkdienst
Die Vollzugsordnung für den Funkdienst, kurz VO Funk (Deutschland) bzw. das Radioreglement (Schweiz) (englisch Radio Regulations, RR) regelt im Völkerrecht die Funkdienste und die Nutzung von Funkfrequenzen. Es ist der Anhang zur Konstitution und Konvention der Internationalen Fernmeldeunion (ITU). In Übereinstimmung mit der Konstitution und Konvention der ITU und mit der Internationalen Fernmeldeordnung (ITR) der ITU gehört diese ITU-Vollzugsordnung zu den grundlegenden Dokumenten der Internationalen Fernmeldeunion (ITU).
Die ITU-Vollzugsordnung für den Funkdienst umfasst und regelt den Teil der zugewiesenen Frequenzen des elektromagnetischen Spektrums (auch Hochfrequenzspektrum) von 8 kHz bis 275 GHz.

## Inhalt
Die VO Funk weist u. a. die Frequenzbereiche den Funkdiensten zu und beschreibt technische Parameter und Betriebsverfahren.
Sie wird regelmäßig durch Weltfunkkonferenzen überarbeitet und erscheint in den Amts- und Arbeitssprachen Englisch, Arabisch, Chinesisch, Spanisch, Französisch und Russisch.
Die letzte vollständige Übersetzung in Deutschland erfolgte 1982 durch das damalige deutsche Bundesministerium für das Post- und Fernmeldewesen.

## Struktur
Die VO Funk in der Fassung von 2012 ist wie folgt strukturiert:
BAND 1 – Artikel
- KAPITEL I – Terminologie und technische Charakteristika
- KAPITEL II – Frequenzen
- KAPITEL III – Koordinierung, Veröffentlichung und Nachweis von Frequenzzuteilungen und Änderungspläne
- KAPITEL IV – Störungen
- KAPITEL V – Administrative Festlegungen
- KAPITEL VI – Festlegungen zu Funkdiensten und Funkstellen
- KAPITEL VII – Fernmeldeverkehr zu Such- und Sicherheitszwecken
- KAPITEL VIII – Flugfunkdienste
- KAPITEL IX – Seefunkdienste
- KAPITEL X – Bestimmungen zur Inkraftsetzung der VO Funk

BAND 2 – Anhänge
BAND 3 – Resolutionen und Empfehlungen
BAND 4 – ITU-R Empfehlungen durch Verweis aufgenommen
Karten, die in Bezug auf Anhang 27 zu verwenden sind

## Geografische Aufteilung
Die VO Funk teilt die Welt in drei ITU-Regionen auf.

## Definitionen
Die Vollzugsordnung für den Funkdienst definiert:
- die Zuweisung der verschiedenen Frequenzbänder an die verschiedenen Funkdienste;
- die verbindlichen technischen Parameter, die von den Funkstationen, insbesondere den Sendern, eingehalten werden müssen;
- die Verfahren für die Koordinierung (Gewährleistung der technischen Kompatibilität) und die Notifizierung (förmliche Eintragung und Schutz im internationalen Hauptfrequenzregister) der Frequenzzuteilungen, die den Funkstationen von den nationalen Regierungen erteilt wurden;
- andere Verfahren und operative Bestimmungen.

Für die Ausarbeitung, Überarbeitung und Verabschiedung der Vollzugsordnung für den Funkdienst sind die Weltfunkkonferenzen (WRC)
der ITU zuständig, die in der Regel alle drei oder vier Jahre zusammentreten. Die letzten WRCs waren:
- Genf, 1995 (WRC-95)
- Genf,  1997 (WRC-97)
- Istanbul, 2000 (WRC-2000)
- Genf, 2003 (WRC-03)
- Genf, 2007 (WRC-07)
- Genf, 2012 (WRC-12)
- Genf, 2015 (WRC-15)
- Sharm el-Sheikh, 2019 (WRC-19)
- Dubai, 2023 (WRC-23)

Geplant ist die WRC 2027.

## Geschichte
Als Weltfunkvertrag werden die internationalen Übereinkommen bezeichnet, mit denen ab 1903 der Funkverkehr und die Radioübertragung geregelt wurden.

### Vorgeschichte
Ab 1900 sicherte sich die Marconi International Marine Communication Company in London das alleinige Recht auf Ausübung des Funkbetriebes, nachdem sie dazu übergegangen war, ihre Geräte nicht mehr zu verkaufen, sondern einschließlich Personal an die Reedereien zu vermieten. Benutzer von Marconi-Anlagen durften außer in Notfällen nur mit anderen Marconi-Anlagen telegrafisch in Verbindung treten.
Vom 4. bis 13. August 1903 fand in Berlin mit 90 Vertretern aus 32 Staaten die erste Radiokonferenz für den Funkverkehr statt. Es kam jedoch lediglich zwischen Deutschland, England, Frankreich, Österreich-Ungarn, Russland, Italien, Spanien und den USA zu gültigen Vereinbarungen.

### Erster Weltfunkvertrag
Um der Gefahr eines Weltfunkmonopols durch Marconi zu begegnen, erwarb Telefunken 1905 das Recht, auf deutschen Schiffen Empfangs- und Sendeeinrichtungen zu errichten und zu betreiben. Ferner lud die deutsche Reichsregierung zu einer Weltfunkkonferenz nach Berlin ein mit dem Ziel, jedes Funkmonopol zu beseitigen. Reinhold von Sydow leitete vom 3. Oktober bis 1. November 1906 die zweite Tagung der Radiokonferenz in Berlin, an der 27 Nationen teilnahmen. Das Ergebnis dieser Tagung, der von 30 Ländern am 3. November 1906 gebilligte erste Weltfunkvertrag (Vorläufer der heutigen Internationalen Fernmeldeverträge), der die Verkehrspflicht zwischen Küsten- und Bordstationen einführte, verschaffte dem Funkverkehr international freie Bahn. Führend in der Welt wurden schnell drei Funkgesellschaften, das waren in den USA die Radio Corporation of America, in England Marconi und in Deutschland Telefunken. Da die Eigenheiten des funktechnischen Betriebsdienstes ein besonderes Unternehmen erforderten, entstand 1908 die Firma Internationaler Telefunken Betrieb, aus der 1911 die Deutsche Betriebsgesellschaft für drahtlose Telegraphie (Debeg) hervorging.
Auf Vorschlag Deutschlands wurde auf der Ersten Weltfunkkonferenz in Berlin 1906 als erstmals international einheitliches Seenotzeichen 3 Punkte, 3 Striche, 3 Punkte (ohne Pausen zwischen den Buchstaben) eingeführt. Dieses als „SOS“ bekannte Signal wurde auch von der Luftfahrt übernommen.
Nachdem Marconi auch 1909 noch fortgesetzt die Nachrichtenübermittlung für jedermann verweigerte, erwarb die staatliche Telegrafenverwaltung Marconis Küstenstationen und gab sie für den öffentlichen Verkehr frei.

### Zweiter Weltfunkvertrag
Im April 1912 sank der Passagierdampfer Titanic im Atlantik, nachdem das Schiff gegen einen Eisberg gestoßen war. Die Funker des Schiffes hatten Funkverkehr mit anderen Schiffen, die sich in relativer Nähe befanden. Dank der Notrufe fuhr eines dieser Schiffe Richtung Unglücksstelle und konnte über 700 Überlebende aus Rettungsbooten holen.
Die Katastrophe der Titanic machte deutlich, wie wichtig die noch relativ junge Funktechnik für den Schiffsverkehr war. In der Folge wurden Sicherheitsmaßnahmen für die Schifffahrt angepasst. Im gleichen Jahr wurde zum Beispiel in London der zweite Internationale Funkentelegrafenvertrag abgeschlossen. Von Januar bis Oktober ratifizierten die vorherigen Staaten den Vertrag, der am 1. Juli 1913 in Kraft trat. Der Erste Weltkrieg verhinderte jedoch die Umsetzung der Verträge.

### Dritter Weltfunkvertrag

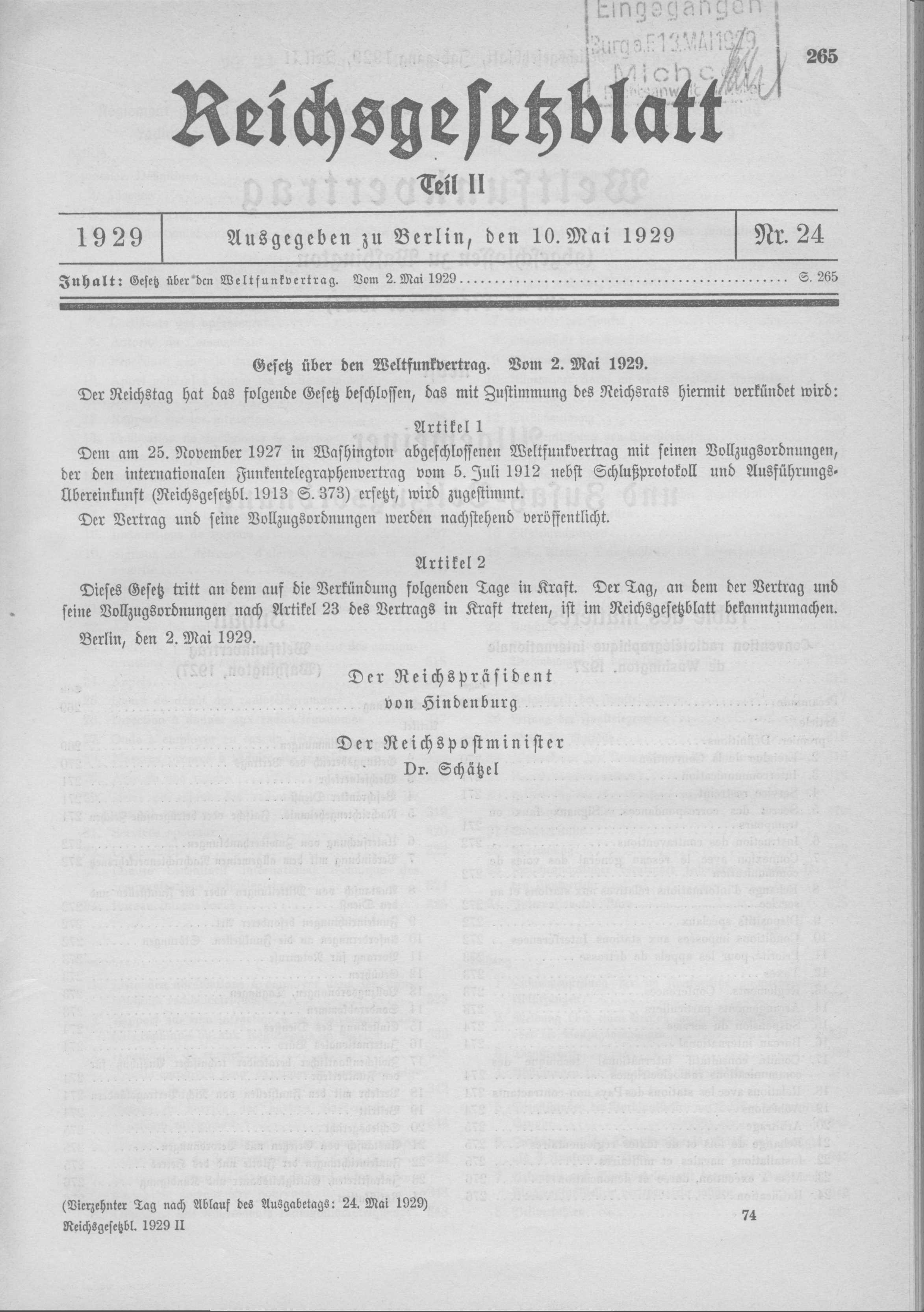
Gesetz über den Weltfunkvertrag (Deutschland, 1929)

Oktober/November 1927 fand in Washington, D.C. die Internationale Weltfunkkonferenz statt. An der Konferenz nehmen 400 Vertreter aus 76 Staaten teil. Am 25. November 1927 wurde der Dritte Weltfunkvertrag (Weltnachrichtenvertrag)  zwischen 76 Regierungen und 65 Gesellschaften abgeschlossen. Die Bestimmungen traten am 1. Januar 1929 in Kraft.
Der Vertrag verpflichtet in Artikel 10 die Vertragsländer, dafür zu sorgen, dass öffentliche und private Sendestationen nach dem erfahrungsmäßig besten Verfahren eingerichtet und betrieben werden; und zwar so, dass sie den radioelektronischen Verkehr oder Dienst der übrigen Vertragsstaaten nicht stören.
Er beinhaltet Vereinbarungen über die Frequenzvergabe. Dem Rundfunk stehen ein Langwellenbereich von 160 bis 228 kHz und ein Mittelwellenbereich von 675 bis 1500 kHz zur Verfügung. Im Kurzwellenbereich, der zu Beginn der 1920er Jahre von Amateuren erschlossen worden war, erhält der Rundfunk sechs Bänder bei 49, 31, 25, 19, 17, und 14 m Wellenlänge. Überdies wird der Internationale Beratende Ausschuss für den Funkdienst Comité Consultatif International des Radiocommunications (CCIR) gegründet. Die Washingtoner Beschlüsse machen für Europa eine Revision des Genfer Frequenzplans von 1925 erforderlich. Den wenigen Tausend Funkamateuren des Jahres 1927 wurden dabei alle Frequenzbänder im Bereich unter 200 m Wellenlänge zugewiesen.
Alle Schiffe mit mehr als 300 Fahrgästen müssen drei Funker an Bord haben, Schiffe mit 150 bis 300 Fahrgästen zwei Funker und Schiffe ab 25 Fahrgäste und alle Frachtschiffe einen Funker. Das Betriebspersonal setzte sich in dieser Zeit aus ehemaligen Angehörigen der Debeg, der Deutsch Atlantischen Telegrafen-Gesellschaft, die vom Telegrafenamt Emden kamen, und aus 10 Postsupernumeraren zusammen.

### Jubiläum
Am 30. Oktober 2006 beging die ITU in Genf feierlich den 100. Jahrestag der VO Funk. Folgende Meilensteine markieren den Weg von 1906 bis heute:
- Internationale Radiotelegraphen-Konvention von Berlin 1906 – erste Ausgabe der VO Funk, Regelung des Funkverkehrs zwischen Schiffen auf See und dem Festland
- Europäische Rundfunkkonferenz Genf 1926 – erster Versuch einer umfassenderen europäischen Frequenzregelung
- Internationale Rundfunkkonferenz Washington 1927 – Sendefrequenzen der Kurzwellen-Rundfunkstationen wurden festgelegt
- Europäische Rundfunkkonferenz Prag 1929
- Internationale Rundfunkkonferenz Madrid 1932
- Europäische Rundfunkkonferenz Luzern 1933
- Internationale Rundfunkkonferenz Kairo 1938
- Europäische Rundfunkkonferenz Montreux 1939
- Internationale Rundfunkkonferenz Atlantic City 1947
- Kopenhagener Wellenplan Kopenhagen 1948 – Plan zur Verteilung der Sendefrequenzen für Rundfunksender im Lang- und Mittelwellenbereich
- Internationale Rundfunkkonferenz Genf 1975 – Genfer Wellenplan zum Betrieb der Rundfunksender im Lang- und Mittelwellenbereich, trat am 23. November 1978 in Kraft und ist heute mit kleinen Modifikationen noch immer gültig